# Oorlogsmuseum Gdynia
Het Oorlogsmuseum Gdynia is een particulier museum in Zeeuws-Vlaanderen, ten oosten van de stad Axel aan de Tweede Verkorting 3. 

## Collectie
Het museum is gewijd aan de gevechten, die de Polen tijdens de Slag om de Schelde om Axel hebben gevoerd. Op 19 september 1944 werd Axel door de Eerste Poolse pantserdivisie bevrijd. De Duitsers hadden het gebied rond het Zijkanaal naar Hulst geïnundeerd, onder water gezet, maar de Polen slaagden er toch in een baileybrug over het water te slaan die ze de naam Gdyniabrug gaven. De gevallenen worden door het Poolse Kruis herdacht.
Het museum is naar de Poolse stad Gdynia genoemd.

## Geschiedenis
Het museum is ondergebracht in een van de weinige schuren die de gevechten hebben doorstaan. Het werd in 2004 officieel geopend, zestig jaar na de bevrijding van Axel. Initiatiefnemer was Mario Maas, hij heeft ook voor de collectie gezorgd. Tot de collectie behoren uniformen en maquettes. De collectie wordt onderhouden door een team van vrijwilligers.
Sinds september 2024 maakt het museum deel uit van de Liberation Route Europe, een organisatie die de routes van de bevrijding van Europa op het einde van de Tweede Wereldoorlog in kaart hebben gebracht en fiets- en wandelroutes doorheen Europa hebben vastgelegd.
Het museum is van april tot september elke eerste zaterdag van de maand geopend voor het publiek en op afspraak te bezichtigen.

## Fotogalerij

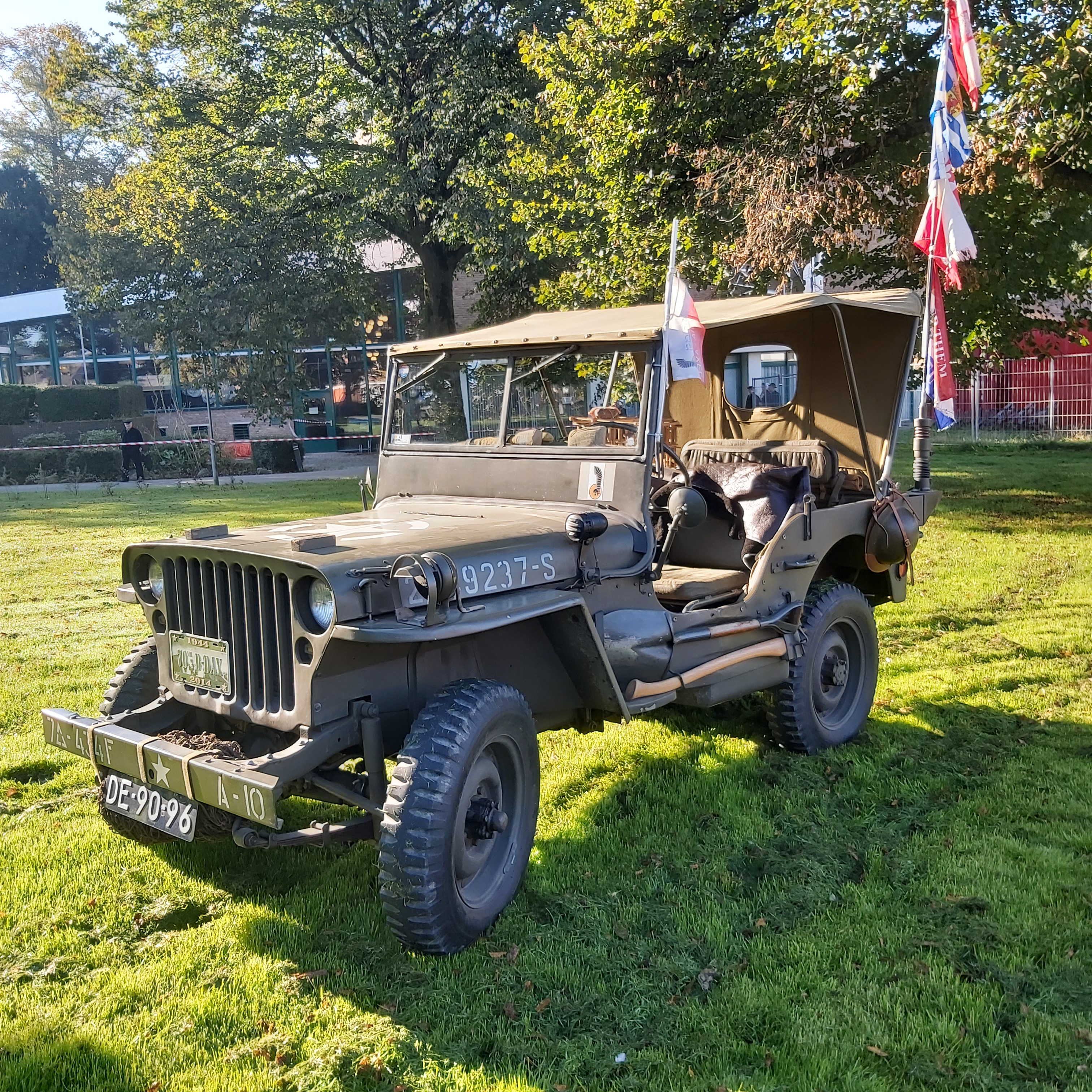
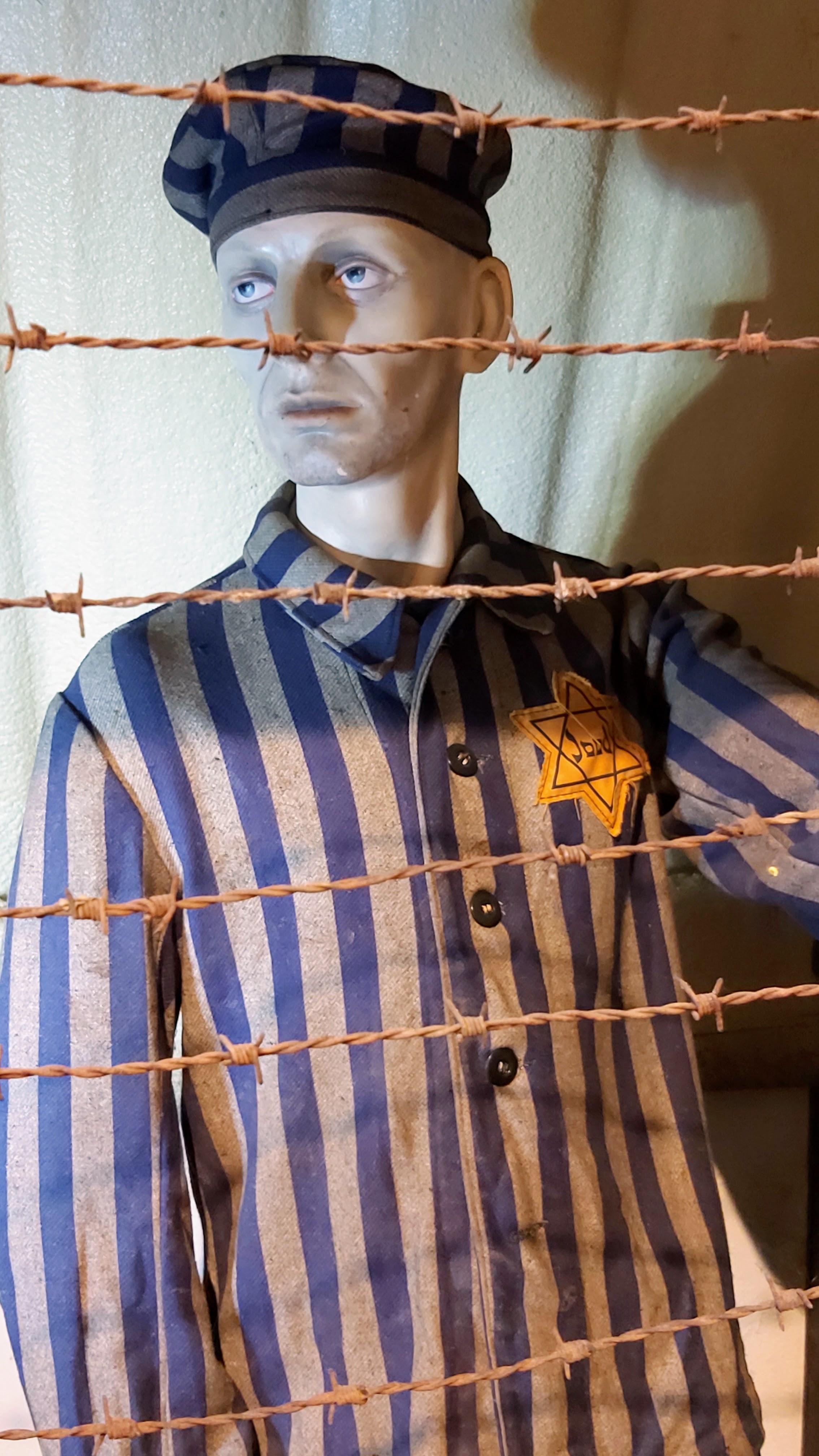
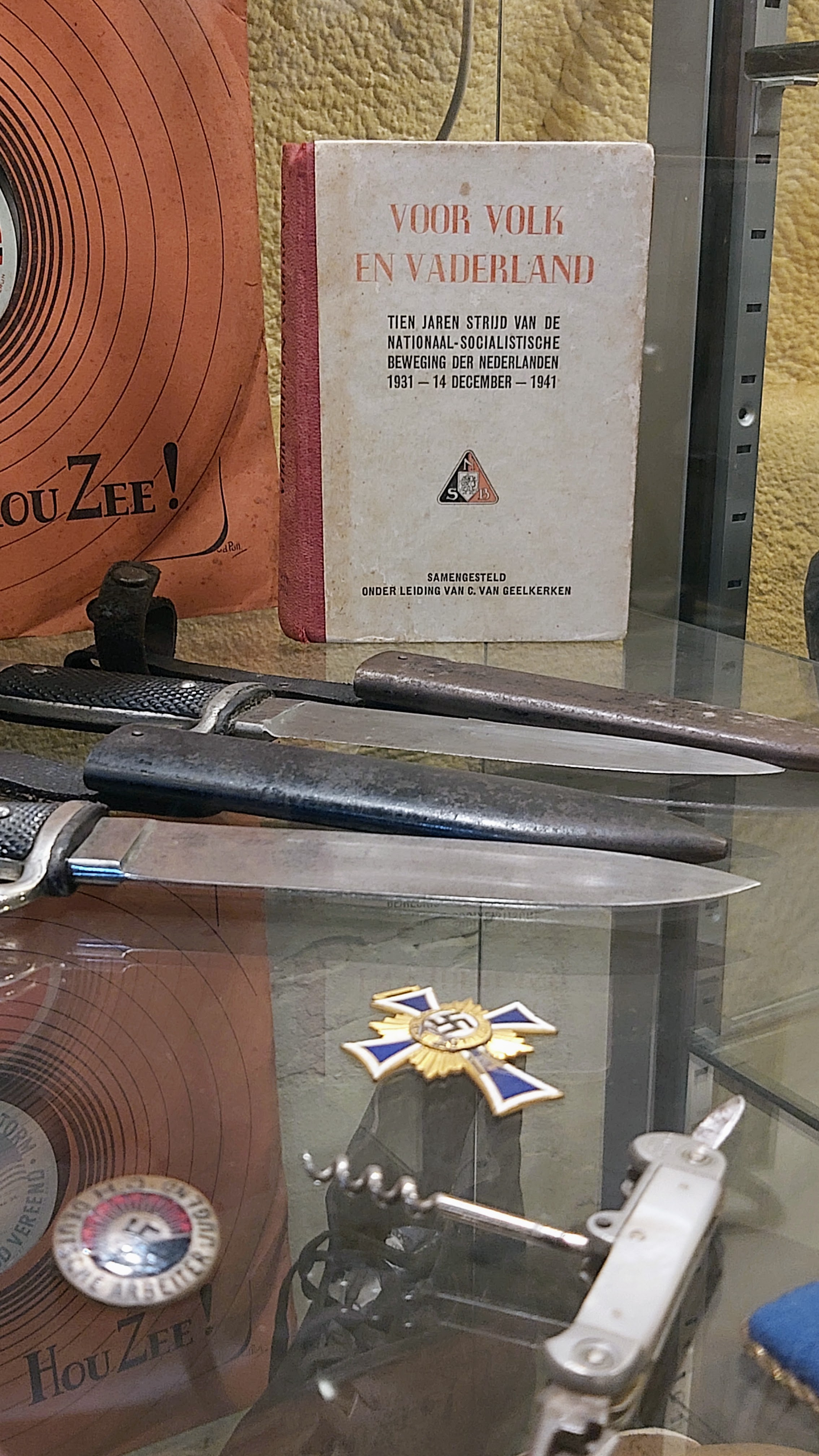
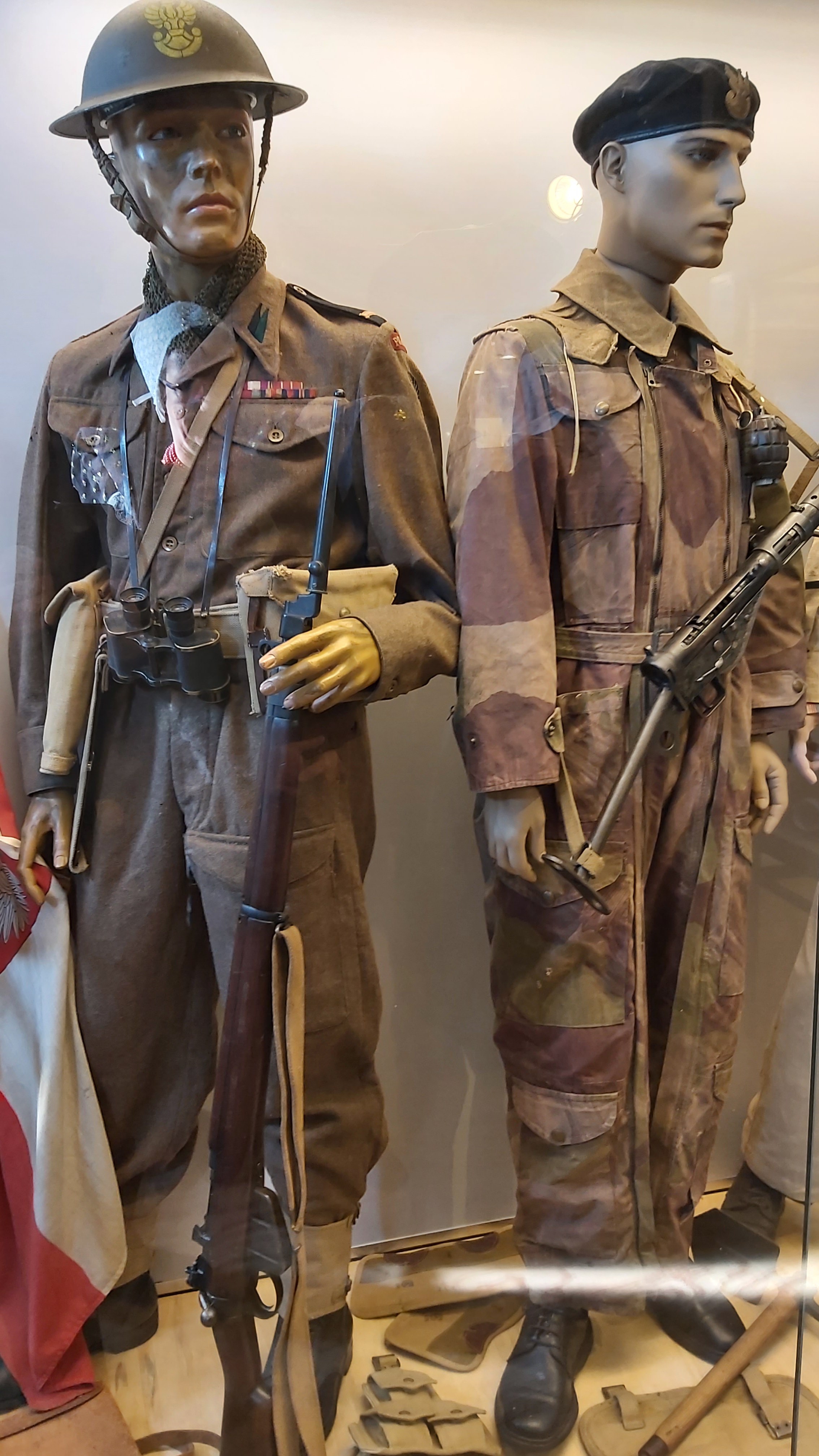
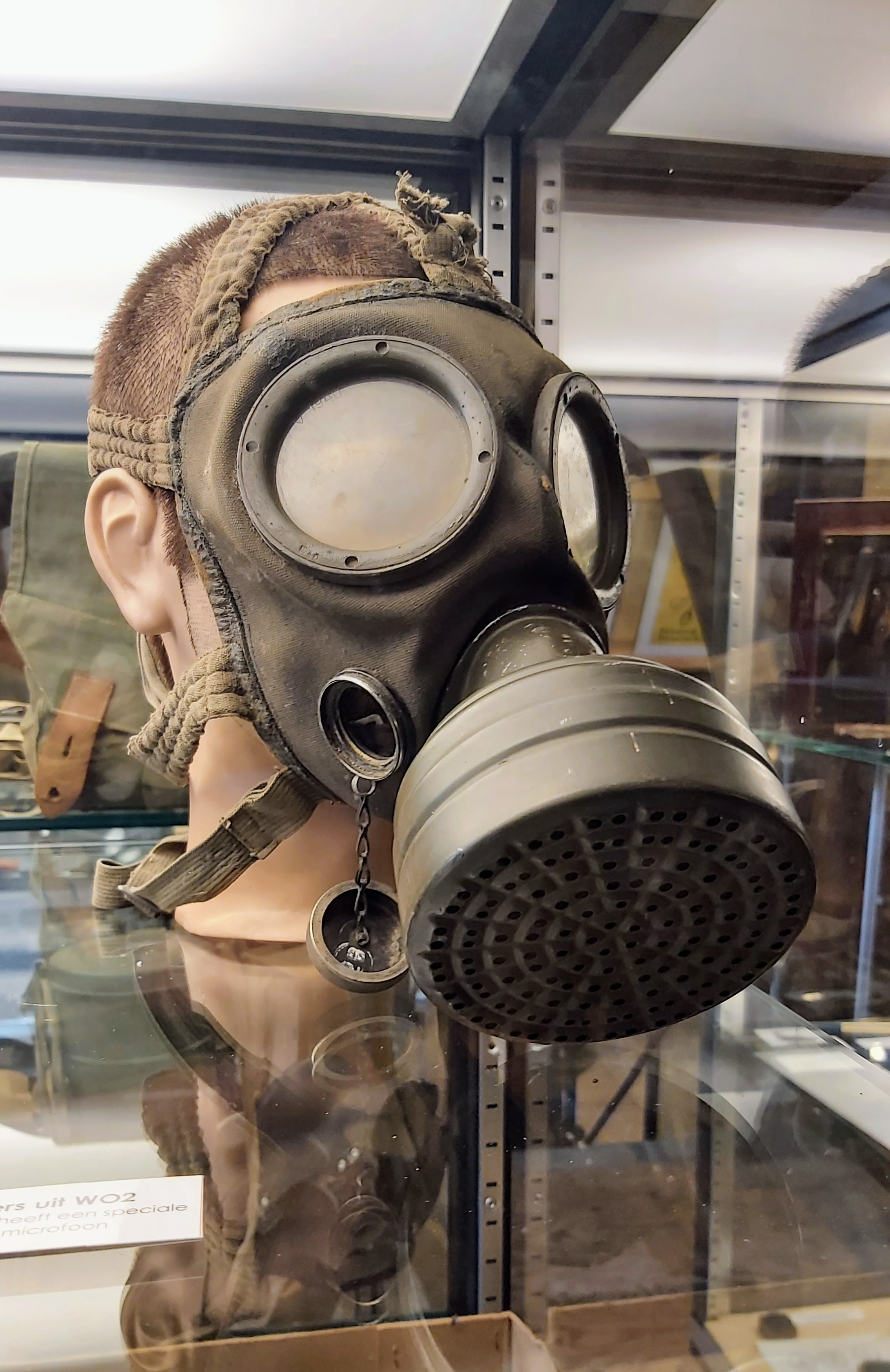
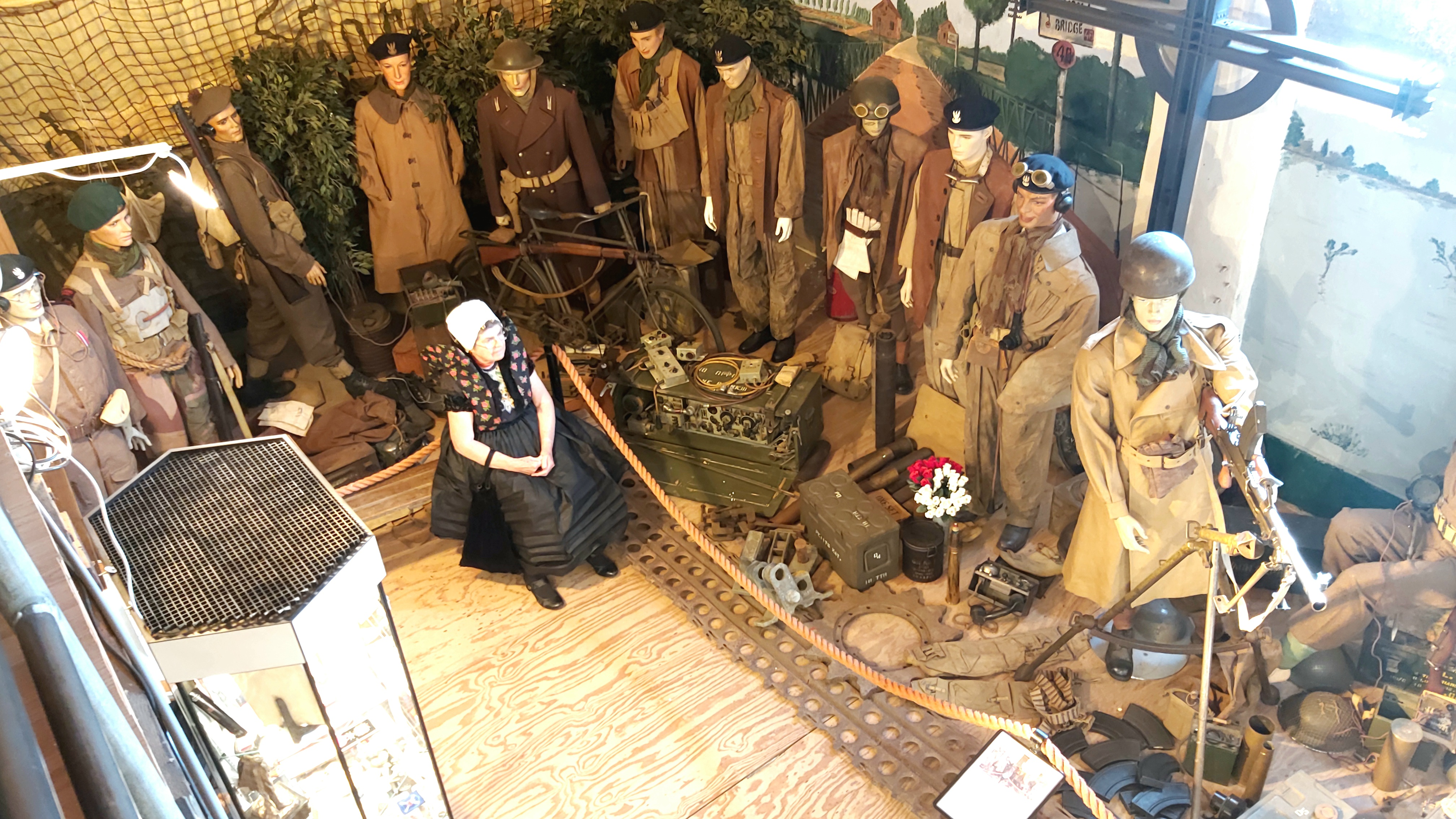
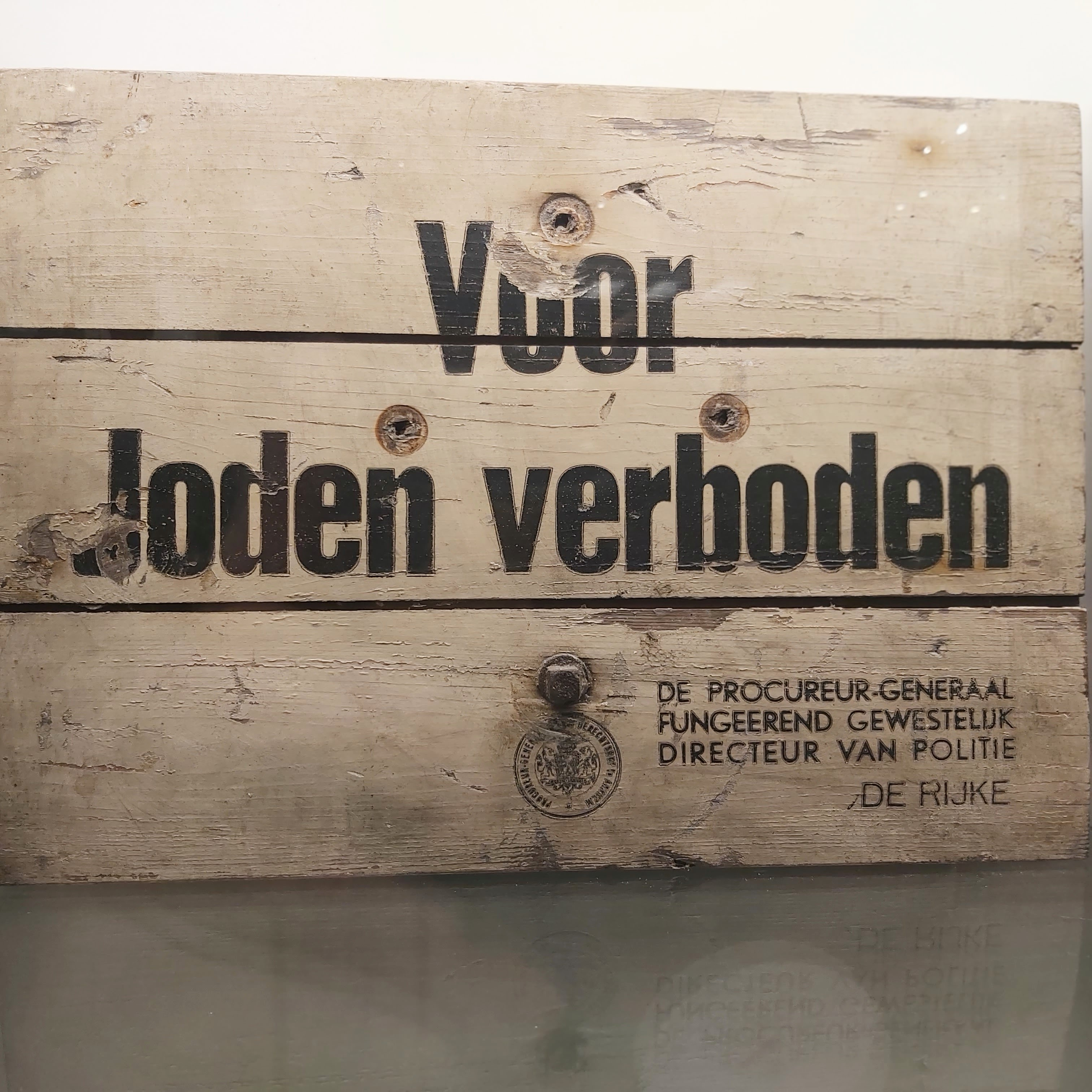
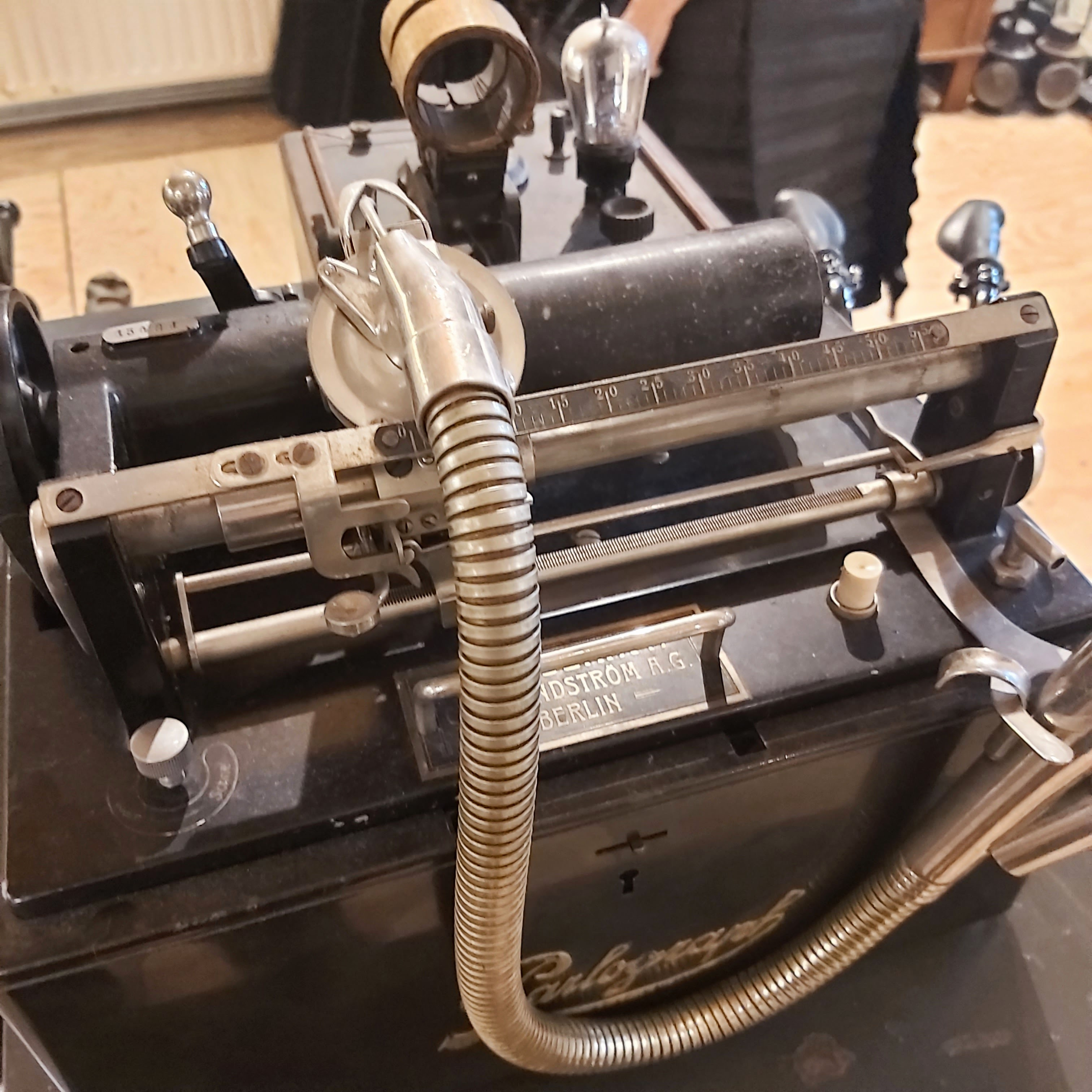
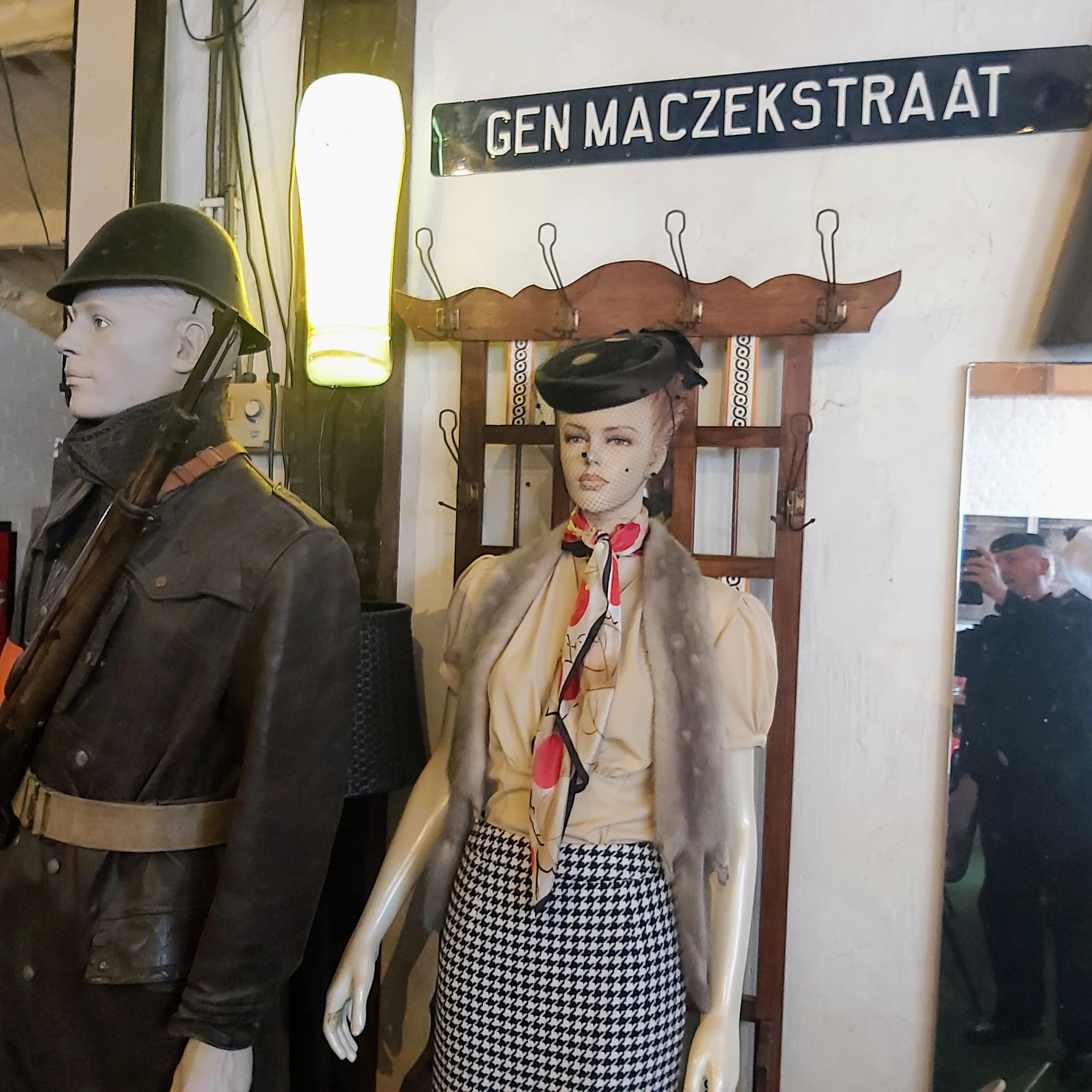
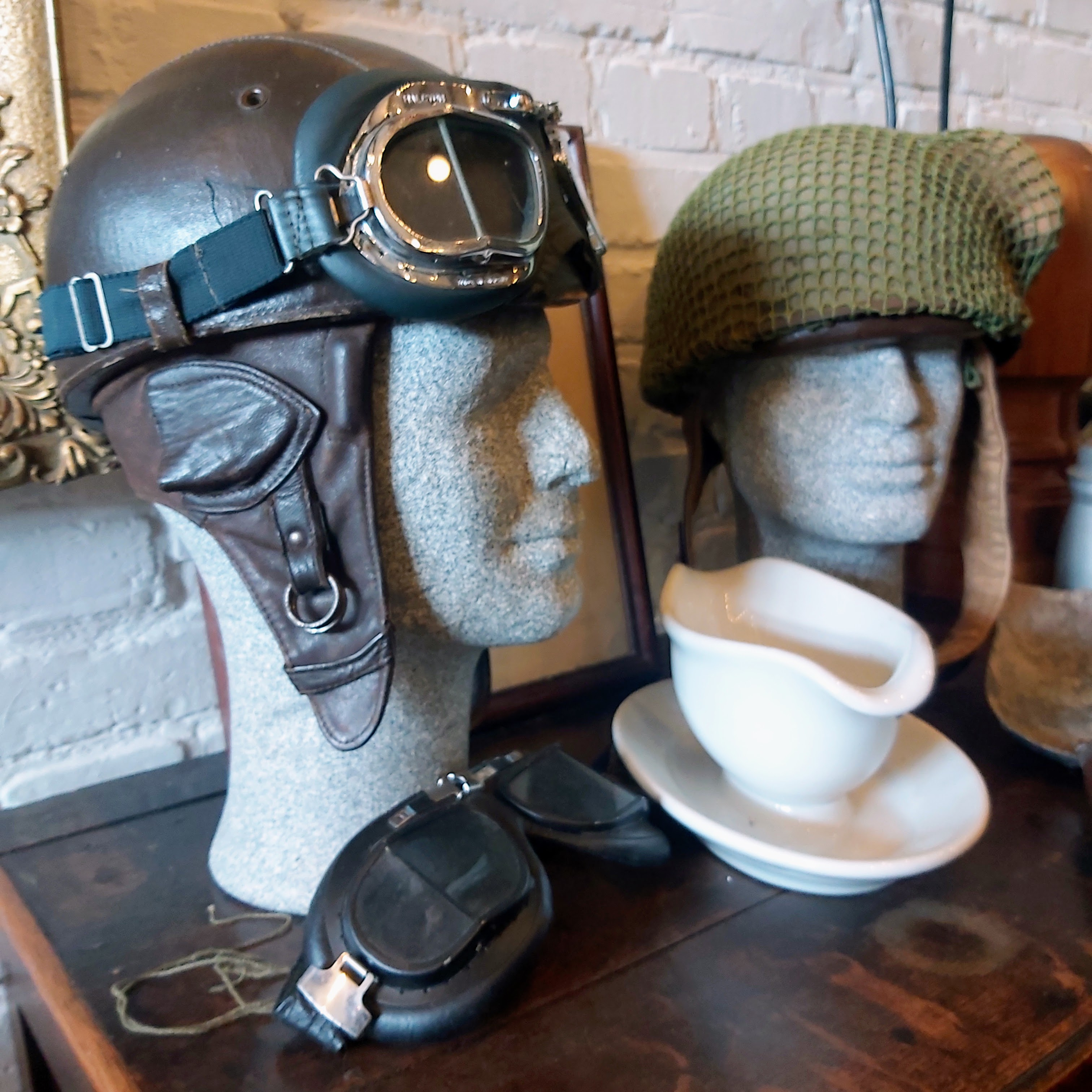
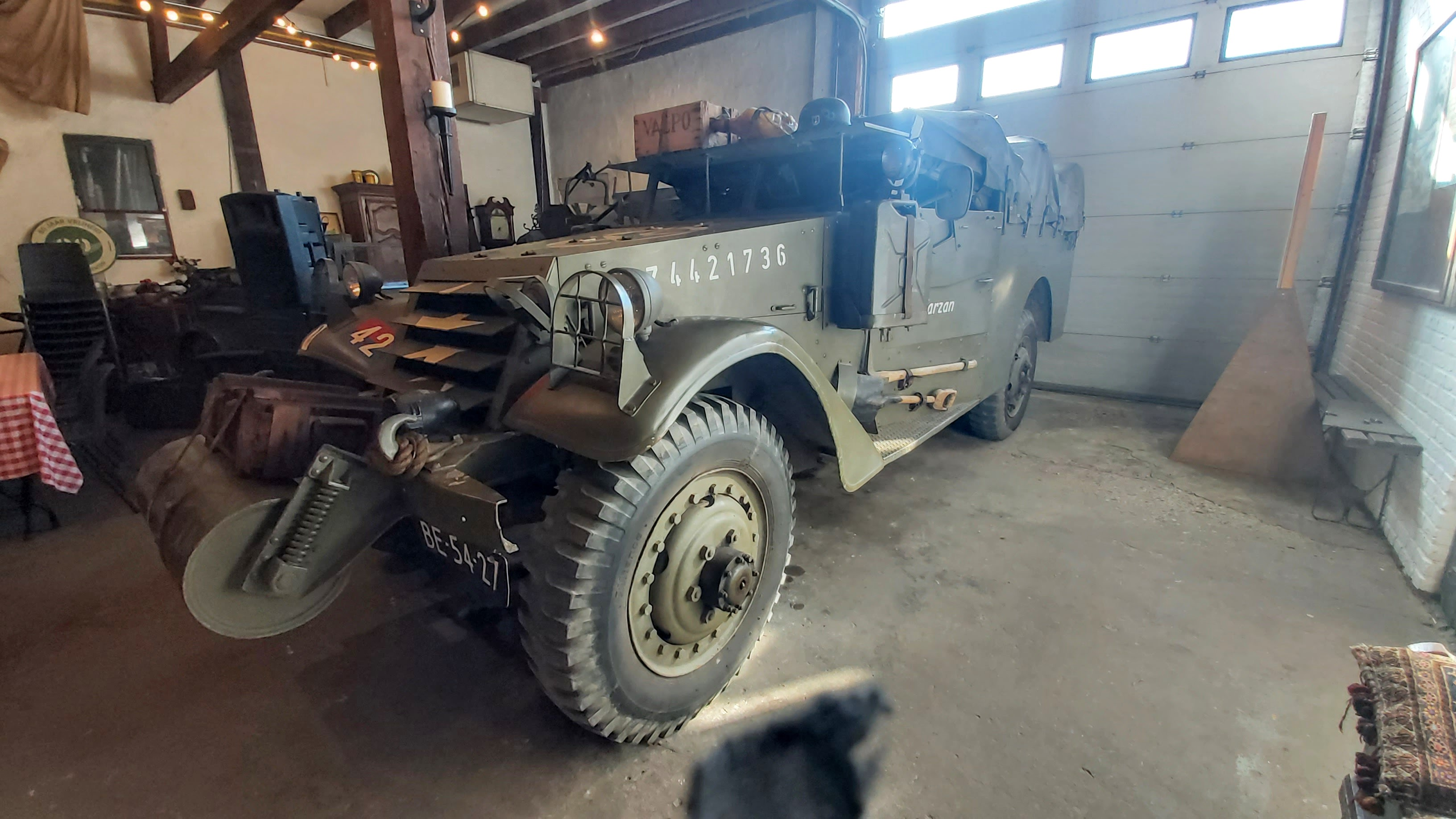